# (30044) 2000 EG19
A (30044) 2000 EG19 a Naprendszer kisbolygóövében található aszteroida. A LINEAR program keretein belül fedezték fel 2000. március 5-én.

## Kapcsolódó szócikk
- Kisbolygók listája (30001–30500)